# ساباي (فوكوي)
مدينة ساباي (بالإنجليزية: Sabae)‏ هي أحد المدن التابعة لمحافظة فوكوي. تأسست رسميًا في 15/01/1955. ويقدر عدد سكانها بـ 67430 نسمة حسب تقدير مكتب الإحصاء الياباني لعام 2012. تبلغ مساحة ساباي 84.75 كم2. بكثافة سكانية تبلغ 796 نسمة/كم2.